# Fókafélék

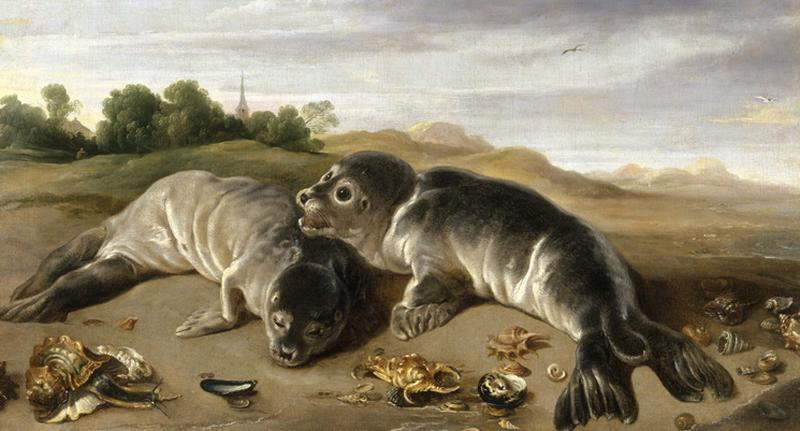
Paul de Vos

A fókafélék (Phocidae), vagy a fülesfókaféléktől megkülönböztetendő valódi fókafélék, a ragadozók rendjének egy családja. Mintegy 14 nem és 19 ma élő faj tartozik a családba.
A valódi fókáknak nincs fülkagylójuk, a hímek heréi pedig bent vannak a hasüregben: mindkét tulajdonság a közegellenállást csökkentve gyorsítja úszásukat. Mellső uszonyaik kicsik, és mivel uszonyszerű csonkká korcsosult hátsó lábaikat nem tudják maguk alá hajlítani, a szárazföldön, ahová évenként kétszer ki kell jönniük szaporodni, illetve vedleni, nagyon ügyetlenül mozognak.
A fókafélék elsősorban a hidegvizű tengerekben és óceánokban fordulnak elő, de néhány fajuk a trópusi területeken, sőt, egyesek az édesvizekben is előfordulnak.
Elsősorban halakkal, tengeri puhatestűekkel, rákokkal táplálkoznak, de a család legnagyobb termetű tagjai kisebb fókákat és pingvineket is zsákmányolnak.

## Rendszerezés
A család az alábbi alcsaládokat, nemzetségeket, nemeket és fajokat foglalja magában.
- Monachinae alcsalád, 2 nemzetség
  - Monachini nemzetség, 3 nem, 5 faj
    - Monachus (Fleming, 1822) – 1 faj
      - mediterrán barátfóka (Monachus monachus)

    - Neomonachus (Slater & Helgen, 2014) - 2 faját korábban a Monachus nembe sorolták; 
      - hawaii barátfóka (Neomonachus schauinslandi)
      - †karibi barátfóka (Neomonachus tropicalis) - kihalt a 20. században

    - Mirounga (Gray, 1827) – 2 faj
      - északi elefántfóka (Mirounga angustirostris)
      - déli elefántfóka (Mirounga leonina)

  - Lobodontini nemzetség, 4 nem, 4 faj
    - Ommatophoca (Gray, 1844) – 1 faj
      - Ross-fóka (Ommatophoca rossii)

    - Lobodon (Gray, 1844) – 1 faj
      - rákevő fóka (Lobodon carcinophagus)

    - Hydrurga (Gistel, 1848) – 1 faj
      - leopárdfóka (Hydrurga leptonyx)

    - Leptonychotes (Gill, 1872) – 1 faj
      - Weddell-fóka (Leptonychotes weddellii)

    - †Acrophoca

- Phocinae alcsalád, 7 nem, 10 faj
  - Cystophora (Nilsson, 1820) – 1 faj
    - hólyagos fóka (Cystophora cristata)

  - Erignathus (Gill, 1866) – 1 faj
    - szakállas fóka (Erignathus barbatus)

  - Pagophilus (Gray, 1844) – 1 faj
    - grönlandi fóka (Pagophilus groenlandicus)

  - Histriophoca (Gill, 1873) – 1 faj
    - szalagos fóka (Histriophoca fasciata)

  - Phoca (Linnaeus, 1758) – 2 faj
    - pettyes fóka (Phoca largha)
    - borjúfóka (Phoca vitulina)

  - Pusa (Scopoli, 1771) – 3 faj
    - gyűrűsfóka (Pusa hispida)
    - bajkáli fóka (Pusa sibirica)
    - kaszpi fóka (Pusa caspica)

  - Halichoerus (Nilsson, 1820) – 1 faj
    - kúpos fóka (Halichoerus grypus)

## Elterjedésük
Az északi félteke hideg és hűvös vidékein élnek a Phoca és a Pusa nemek tagjai. Tengerekben:
- borjúfóka (Phoca vitulina)
- gyűrűsfóka (Pusa hispida)
- pettyes fóka (Phoca largha)

Tavakban:
- Bajkál-fóka (Pusa sibirica)
- kaszpi fóka (Pusa caspica)

Ugyancsak az északi tájak lakói:
- hólyagos fóka (Cystophora cristata)
- szakállas fóka (Erignathus barbatus)
- kúpos fóka (Halichoerus grypus)
- szalagos fóka (Histriophoca fasciata)
- grönlandi fóka (Pagophilus groenlandicus)
- északi elefántfóka (Mirounga angustirostris)

A Déli-sarkvidéken él:
- leopárdfóka (Hydrurga leptonyx)
- Weddell-fóka (Leptonychotes weddelli)
- Ross-fóka (Ommatophoca rossi)
- a rákevő fóka (Lobodon carcinophagus)
- déli elefántfóka (Mirounga leonina)

## Vadászatuk
Norvégiában 2014 végéig évente 12 000 fókát vadásztak le, melyekért összesen 12 millió norvég korona állami támogatás járt. 2015-től azonban nem jár állami támogatás a fókavadászoknak, ezért várhatóan csökken az elejtett állatok száma. A norvég parlament 2014.12.11-i ülésén szavazta meg az állami támogatás megszüntetését.